# تآثر كهرضعيف
التآثر الكهرضعيف أو القوة الكهرضعيفة نظرية ضمن نظرية الحقل الموحد وركيزة من ركائز فيزياء الجسيمات والنموذج العياري،طورت بين عامي 1961 و1967. توحد هذه النظرية اثنين من التآثرات الأساسية ضمن تآثر واحد وهما التآثر الكهرطيسي والتآثر الضعيف.يبدو التآثران كما لو كانا مختلفين في الطاقات الدنيا لكن النظرية تنمذجهم كوجهين لقوة واحدة.بيد أنه فوق طاقة الترابط التي تناهز 100 غيغا إلكترون فولت يندمج التآثران (القوتان) في قوة واحدة هي القوة الكهرضعيفة.وسبق لهذا أن حدث بعيد الانفجار العظيم حينئذ بلغت درجة الحرارة 10 15 كلفن فاندمجت القوة الكهرطيسية والقوة الضعيفة ضمن القوة الكهرضعيفة.وفي عام 1979م منحت جائزة نوبل في الفيزياء لكل من محمد عبد السلام وستيفن واينبرج وشيلدون جلاشو تقديرا لأبحاثهم في حقل القوة الكهرضعيفة وعرفانا لما قطعوه في هذا السبق.وقد رصدت القوة الكهرضعيفة معمليا خلال تجربيتين الأولى عبر اكتشاف التيار المتعادل داخل حجرة فقاعات سنة 1972م.والثانية داخل معجل البروتونات التزامني الفائق التابع لسرن سنة 1982م ضمن التجارب التي أوصلت إلى اكتشاف بوزونات دبليو وزد.

## طالع
- قوة أساسية
- نظرية النموذج العياري